# 馬率
馬率（1990年3月7日—），別名海洋，生于青岛，中國男演員。2013年畢業於中國傳媒大學。2011年參演辛亥革命100週年紀念影片之百年情書，飾演方聲洞。其後參與了多部微電影、廣告片的拍攝。2014年5月參與拍攝CCTV-6出品的數字電影《怪醫唐慎微》，飾演主角唐慎微。

## 演出作品

### 電影
| 年份 | 導演   | 名稱       | 飾演   |
| 2011 | 金舸   | 百年情書   | 方聲洞 |
| 2014 | 方軍亮 | 怪醫唐慎微 | 唐慎微 |

### 微電影
| 年份 | 導演   | 名稱   | 飾演   |
| 2013 | 呂磊   | 北京熱 | 呂小磊 |
| 2014 | 李玉龍 | 鬼牌   | 浩宇   |

### 廣告
- CCTV公益廣告